# Lana Del Rey (EP)
Lana Del Rey é o segundo extended play (EP) da cantora e escritora norte-americana Lana Del Rey. Seu lançamento ocorreu em 10 de janeiro de 2012 nos Estados Unidos, pela Stranger Records e Interscope Records. O EP tem quatro faixas e foi liberado para antecipar a estréia de Del Rey em uma grande gravadora. Musicalmente, é uma obra indie pop, influenciada por diversos gêneros como baroque pop e hip-hop alternativo, enquanto o seu conteúdo lírico é maioritariamente sobre o amor.
Lana Del Rey recebeu revisões majoritariamente positivas da mídia especializada, que denominaram a cantora como uma "mulher fatal", considerando que no entanto, foi apenas uma "prévia do álbum". Seu primeiro single, "Video Games", obteve êxito nas tabelas musicais, liderando a da Alemanha, e ficando entre as dez primeiras colocações na Áustria, Bélgica, Países Baixos, França, Irlanda, Suíça, e Reino Unido.

## Antecedentes e lançamento
Em junho de 2011, Del Rey assinou um contrato com a gravadora Stranger Records, para lançar seu primeiro single "Video Games". Ao ser entrevistada por Rosie Swash, do jornal The Observer, ela revelou: "Comecei a divulgar a música há alguns meses, porque era a minha favorita. Para ser honesta, pensava em ser a única, mas as pessoas têm realmente entendido a canção. Eu choro as vezes quando ouço-a, fico muito triste também." Ferdy Unger-Hamilton presidente da gravadora afirmou que: "A cantora já tem músicas suficientes para três discos, músicas brilhantes. Ela é uma compositora realmente talentosa e uma letrista extraordinária." O extended play tem quatro faixas e foi liberado para antecipar a estréia de Del Rey em uma grande gravadora. Seu lançamento ocorreu em 10 de janeiro de 2012 nos Estados Unidos, pela Stranger Records e Interscope Records.

## Composição
O EP inicia-se com "Video Games", uma canção de gênero indie pop, majestosa ao seu sinos, harpas, e acordes de piano que chamam os ouvintes em todo o tempo. A inspiração da faixa veio de seu ex-namorado, ela comentou: "Havia algo de celestial sobre aquela vida - Eu ia trabalhar enquanto ele ia jogar os seus videogames." A cantora também afirmou que usou vocais mais baixos para a música, porque sentiu que o público não a via como uma cantora séria. A faixa "Born to Die", também descrita como indie pop, funciona de forma tranquila com elementos de orquestra e guitarra. Segundo a cantora, a canção é uma "homenagem ao amor verdadeiro, e é um tributo para viver a vida no lado selvagem. Alguns críticos musicais disseram que a canção tinha um tom "apocalíptico suave" em sua letra. "Blue Jeans" que segundo o portal POPLine é potencialmente o melhor single de sua carreira até o momento, tem batidas de hip-hop alternativo. A faixa consiste no uso de bateria, baixo e teclado. "Off to the Races" tem ênfase de hip hop e rock alternativo, a canção funciona de forma tranquila com elementos de piano e guitarra.

## Recepção da crítica
| Críticas profissionais | Críticas profissionais |
| Avaliações da crítica  | Avaliações da crítica  |
| Fonte                  | Avaliação              |
| ---------------------- | ---------------------- |
| About.com              | 4.5 de 5 estrelas.     |
| Allmusic               | 2.5 de 5 estrelas.     |

Lana Del Rey recebeu análises mistas dos críticos contemporâneos. Bill Lamb, do About.com, recebeu o EP com quatro de cinco estrelas, e descreveu o estilo vocal de Del Rey e o arranjo instrumental como "presos". Lamb ainda acrescentou que o conteúdo da obra é muito similar, questionando a capacidade da cantora manter uma atenção dos ouvintes ao longo de um álbum completo. Apesar dos sons semelhantes, Lamb mostrou grande apreço pela capacidade da interprete de gerar algum mistério pessoal em ser muito seletiva á revelar detalhes sobre si mesma durante todo o trabalho. John Bush, da Allmusic, considerou a cantora uma "mulher fatal, com uma voz rouca e uma imagem abatida." No entanto, Bush classificou o extended play com 2 estrelas e meia em uma escala que vai até cinco, considerando-o apenas "como um teaser do álbum".

## Singles

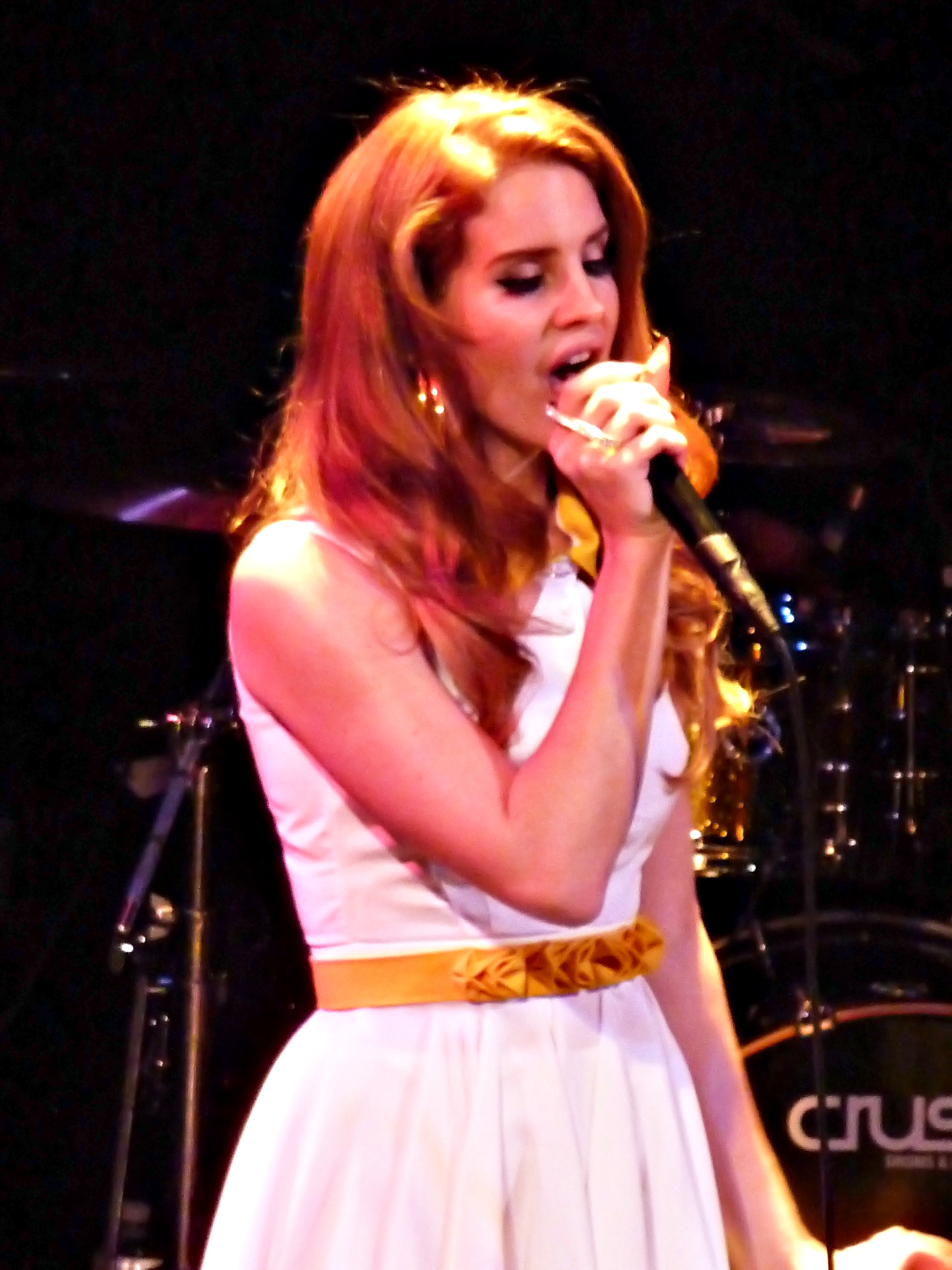
Del Rey em apresentação no Bowery Ballroom, onde interpretou "Born to Die".

"Video Games" foi lançada como o primeiro single de Lana Del Rey em  29 de julho de 2011. A canção conseguiu destacar-se em várias paradas musicais em diversos países. Obteve êxito comercial em 2011, liderando tabelas do Reino unido e Alemanha. Ainda alcançou as dez primeiras posições nas paradas mais exitosas da Áustria, Bélgica, Holanda, França, Irlanda, Suíça. No final de 2011, a canção ocupou a quadragésima posição na parada anual da Bélgica, na trigésima segunda colocação da Austrália e na décima nona da Alemanha. Foram feitas algumas apresentações ao vivo pda canção, destacando-se no programa de televisão Saturday Night Live, do canal americano NBC. Sua apresentação recebeu muitas críticas negativas por ela estar nervosa e por sua desafinação. O redator da NBC, Brian Williams, afirmou que a apresentação de Del Rey foi a pior performance de toda a história do Saturday Night Live.
A faixa "Born to Die" foi disponibilizada para compra no iTunes Store em 30 de dezembro de 2011. No Reino Unido, "Born to Die" atingiu a nona posição da parada UK Singles Chart, sendo a segunda canção da cantora a ficar entre as dez primeiras posições nas paradas britânicas. O single veio a estrear na compilação irlandesa Irish Singles Chart no 21° lugar e, no mesmo mês, ficou na décima colocação da escocesa divulgada pela companhia mencionada anteriormente. O compacto ainda desempenhou-se nas paradas musicas da Eslováquia, Dinamarca, Holanda, Bélgica e Espanha. Obteve respectivamente a décima quinta, décima terceira, quadragésima quinta, vigésima nona nas paradas da Itália, Finlândia e França, República Checa e Alemanha. Em junho de 2012, "Born To Die" foi certificada como disco de ouro pela Australian Recording Industry Association (ARIA) por mais de trinta e cinco mil cópias vendidas na Austrália. Mais tarde sendi também autenticada como disco ouro pela empresa italiana FIMI por mais de quinze mil cópias comercializadas.

### Outras canções
"Blue Jeans" teve sua estréia na parada da França, SNEP, na edição datada a 15 de outubro de 2011, onde mais tarde teve seu auge na 16ª posição. Na Suíça, a canção alcançou a 63ª posição na parada Schweizer Hitparade. "Off to the Races" alcançou a quadragésima posição na parada Rock Songs.

## Lista de faixas
Del Rey esteve envolvida em todo processo de composição junto a Justin Parker na primeira e segunda faixa, com Emile Haynie e Dan Heath na terceira e contou com o auxílio de Tim Larcombe na quarta. A produção esteve a cargo de Robopop, Patrik Berger e Haynie.
| EP digital     |                    |                                |                       |         |  |
| N.º            | Título             | Compositor(es)                 | Produtor(es)          | Duração |  |
| 1.             | "Video Games"      | Elizabeth Grant, Justin Parker | Robopop               | 4:44    |  |
| 2.             | "Born to Die"      | Grant, Parker                  | Emile Haynie          | 4:46    |  |
| 3.             | "Blue Jeans"       | Grant, Haynie, Dan Heath       | Haynie                | 3:30    |  |
| 4.             | "Off to the Races" | Grant, Tim Larcombe            | Patrik Berger, Haynie | 5:00    |  |
| Duração total: | Duração total:     | Duração total:                 | Duração total:        | 17:57   |  |

## Desempenho nas tabelas musicais
Após ter sido lançado somente no Canadá e Estados Unidos, Lana Del Rey conseguiu desempenhar-se na décima oitava no Canadian Albums Chart na edição de 21 de janeiro de 2012. Nos Estados Unidos, seu desempenho expandiu por quatro paradas. Na principal Billboard 200, o extended play alcançou a vigésima posição, enquanto no periódico digital obteve a sétima posição. Nas tabelas destinadas aos álbuns de rock e música alternativa, respectivamente, Rock Albuns e Alternative Albums, posicionou-se na sexta colocação.

### Posições
| Paradas (2012)                      | Posição |
| ----------------------------------- | ------- |
| Canadá - Canadian Albums Chart      | 18      |
| Estados Unidos - Billboard 200      | 20      |
| Estados Unidos - Rock Albums        | 6       |
| Estados Unidos - Alternative Albums | 6       |
| Estados Unidos - Top Digital Albuns | 7       |

## Histórico de lançamento
| País           | Data                  | Formato          |
| -------------- | --------------------- | ---------------- |
| Estados Unidos | 10 de janeiro de 2012 | descarga digital |
| Canadá         | 10 de janeiro de 2012 | descarga digital |